# Garde de la prévôté de l'Hôtel

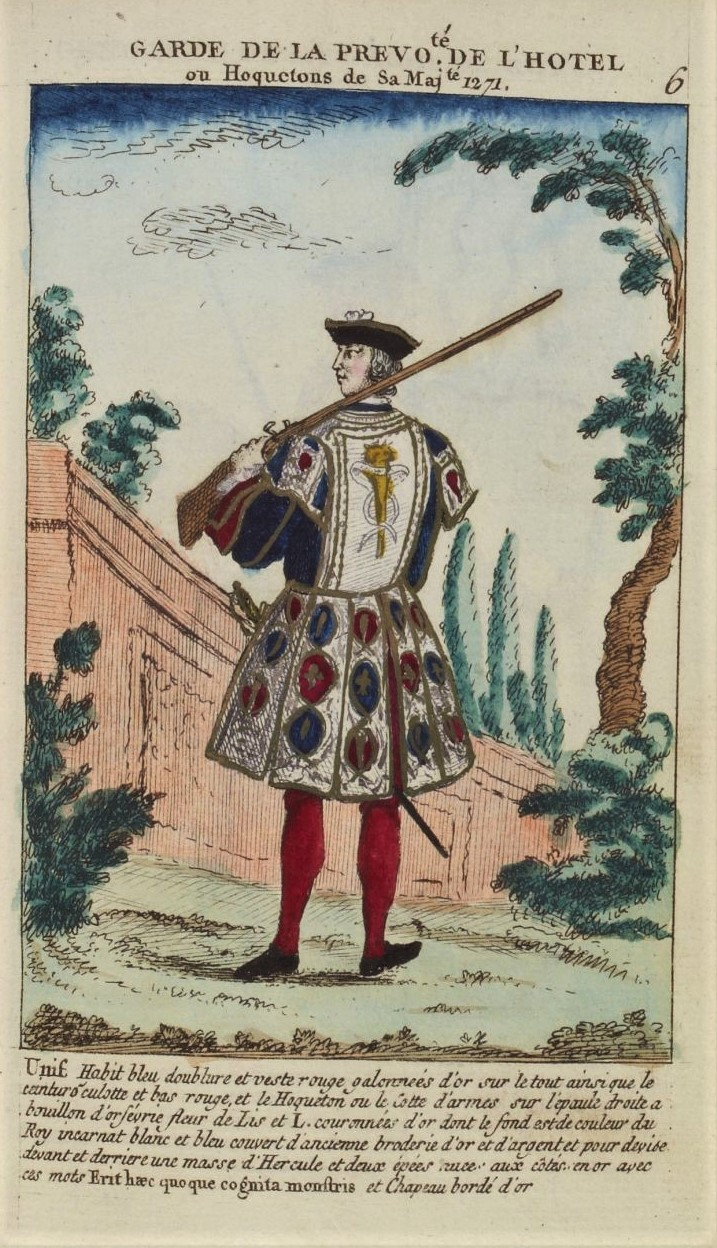
Garde de la Prévôté en hoqueton

Les Gardes de la prévôté de l'Hôtel formaient une unité chargée de la police des résidences royales, ils avaient pour mission d'y maintenir le bon ordre ainsi que d'y prévenir les crimes.
L'origine de la Garde de la prévôté de l'Hôtel remonte au Moyen Âge, par ses fonctions elle se rapprochait notamment des Ribauds qui étaient chargés de fonctions de police dans les résidences royales au bas Moyen Âge. La charge de prévôt de l'Hôtel apparaît dès 1455 dans les Grandes Chroniques de Saint-Denis , à partir de la deuxième moitié du XVIe siècle, il prit le nom de Grand Prévôt de France.
Le grand prévôt de France était à la tête de la Garde de la prévôté de l'Hôtel, cette charge fut occupée par les marquis de Sourches successifs à partir de 1664. La prévôté assure le service d’ordre de la cour, quel que soit son lieu de résidence. Son tribunal traite des crimes et délits commis dans et autour des maisons royales. Ce Grand Prévôt était secondé par des officiers subalternes, les lieutenants de robe courte qu'il faut distinguer des lieutenants de robe longue, des magistrats qui accompagnaient eux aussi la Prévôté de l'Hôtel mais qui se chargeaient de l'instruction des crimes comme l'attentat commis par Damiens contre Louis XV par exemple ; ils donnaient leur avis concernant la libération des prisonniers détenus par la Prévôté de l'Hôtel, ou concernant l'internement d'aliénés qui se trouvaient dans la juridiction de l'Hôtel du roi.  
Les effectifs des Gardes de la prévôté de l'hôtel étaient relativement modestes, en 1584 ils comprenaient 78 hommes, elle fut réorganisée par une ordonnance royale en 1778 qui fixa sa composition à 60 gardes, commandés par 6 sous-brigadiers, 6 brigadiers qui avaient rang de sergent-major, 6 sous-lieutenants, un aide-major, 4 lieutenants, un major, un lieutenant général d'épée, avec toujours à sa tête le marquis de Sourches, grand prévôt de France qui avait rang de colonel d'infanterie. 
La fonction de garde de la prévôté était acquise par l'achat d'une charge, dont le financement pouvait nécessiter un prêt pour lequel les gardes de la prévôté avaient la possibilité d'obtenir un brevet de retenue qui attestait de leur engagement dans ce corps et qui pouvait donc rassurer leurs créanciers. Les charges de gardes de la prévôté de l'Hôtel étaient réservées à des soldats qui avaient déjà servi huit ans auparavant dans l'infanterie ou la cavalerie, d'une taille minimale de cinq pieds et quatre pouces, sachant lire et écrire.
Les gardes de la prévôté de l'Hôtel étaient vêtus d'un habit de drap de Berry bleu au collet écarlate, tout comme la veste qu'ils portaient dessous, ils étaient facilement reconnaissables au hoqueton qu'ils portaient par-dessus leur habit d'uniforme, sur lequel figurait une massue accompagnée de l'inscription : erit haec quoque cognita monstris (celle-ci aussi sera connue des monstres). Le hoqueton fut cependant supprimé par l’ordonnance de 1778, et remplacé par une bandoulière. Les Gardes de la prévôté à partir du XVIIe siècle furent armés d'une épée et d'un mousqueton à baïonnette. 

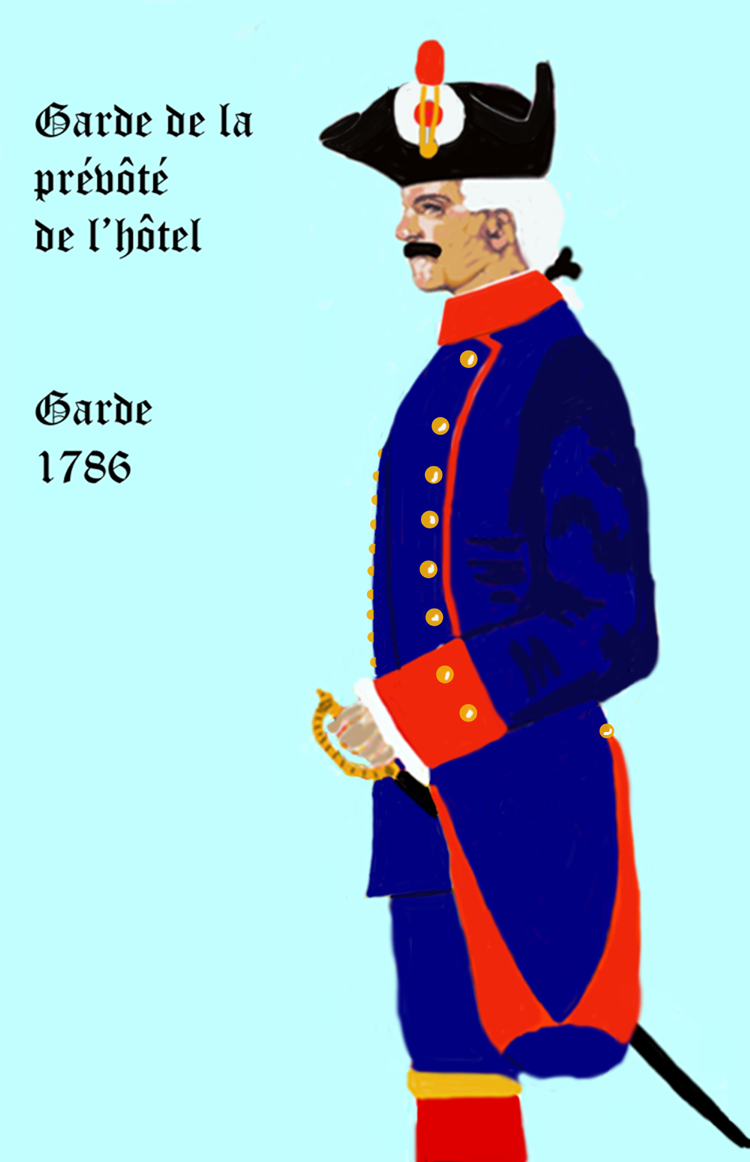
Garde de la prévôté de l'Hôtel en 1786 en petit uniforme.
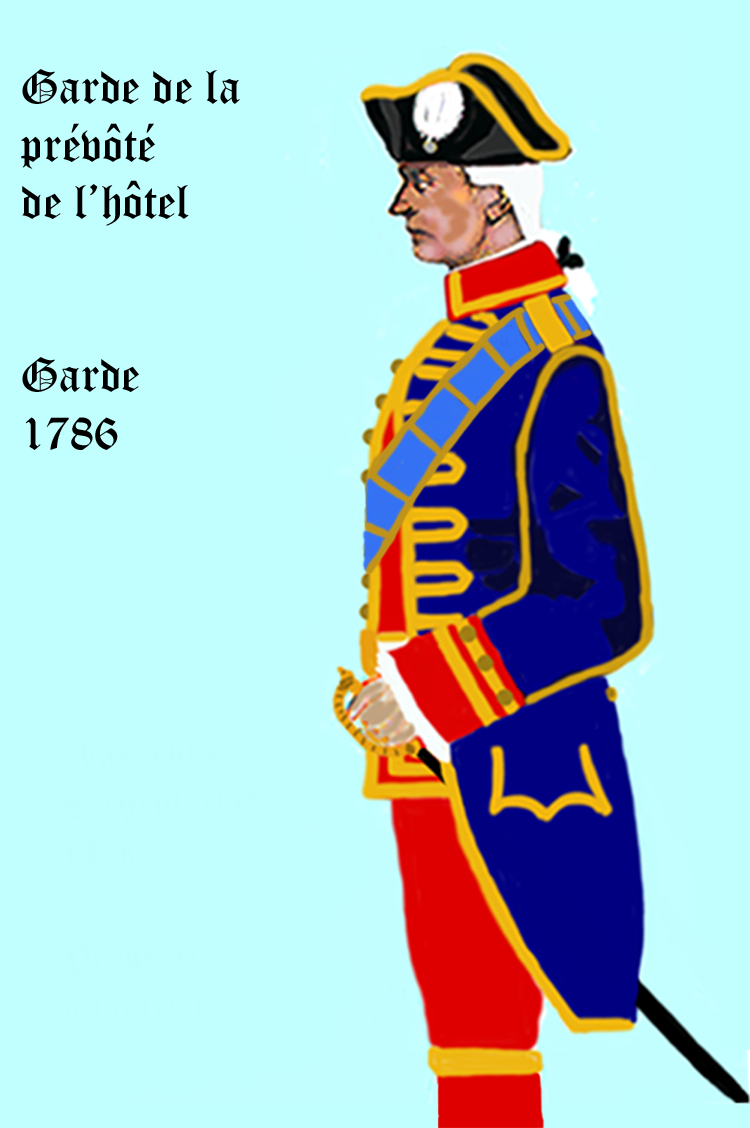
Garde de la prévôté de l'Hôtel en 1786 en grand uniforme.
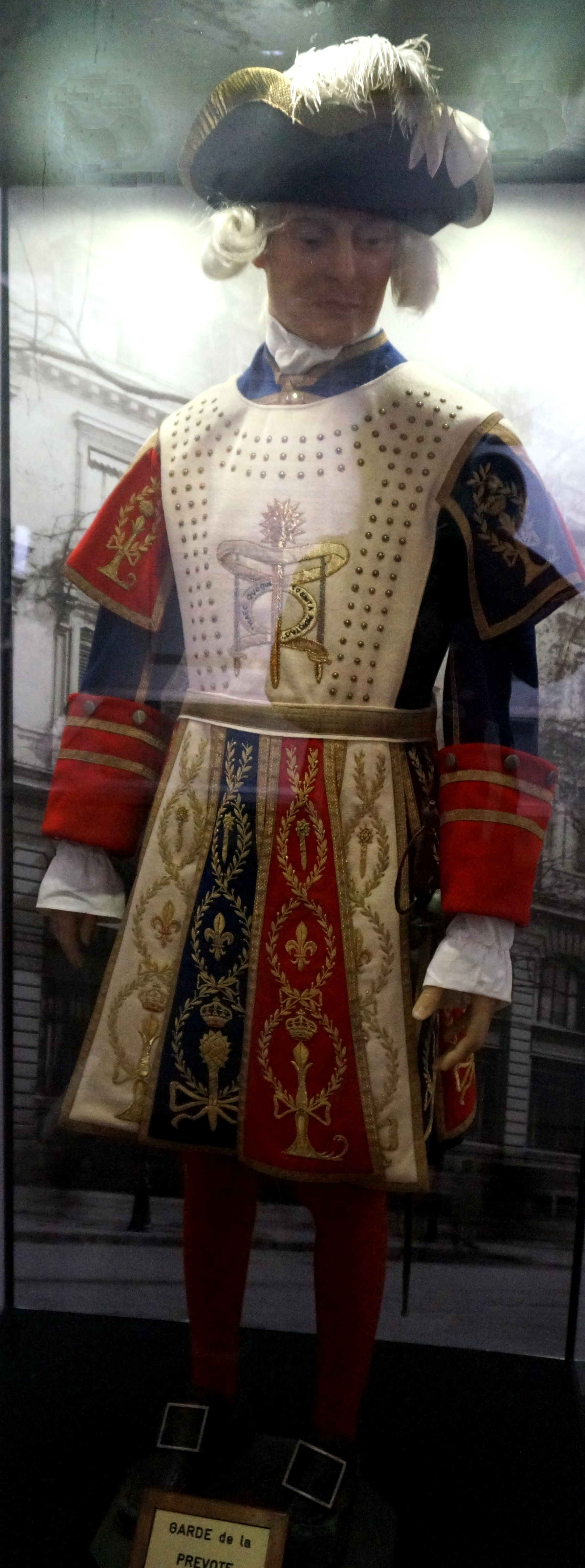
Garde de la prévôté de l'Hôtel au Musée de la Préfecture de Police.
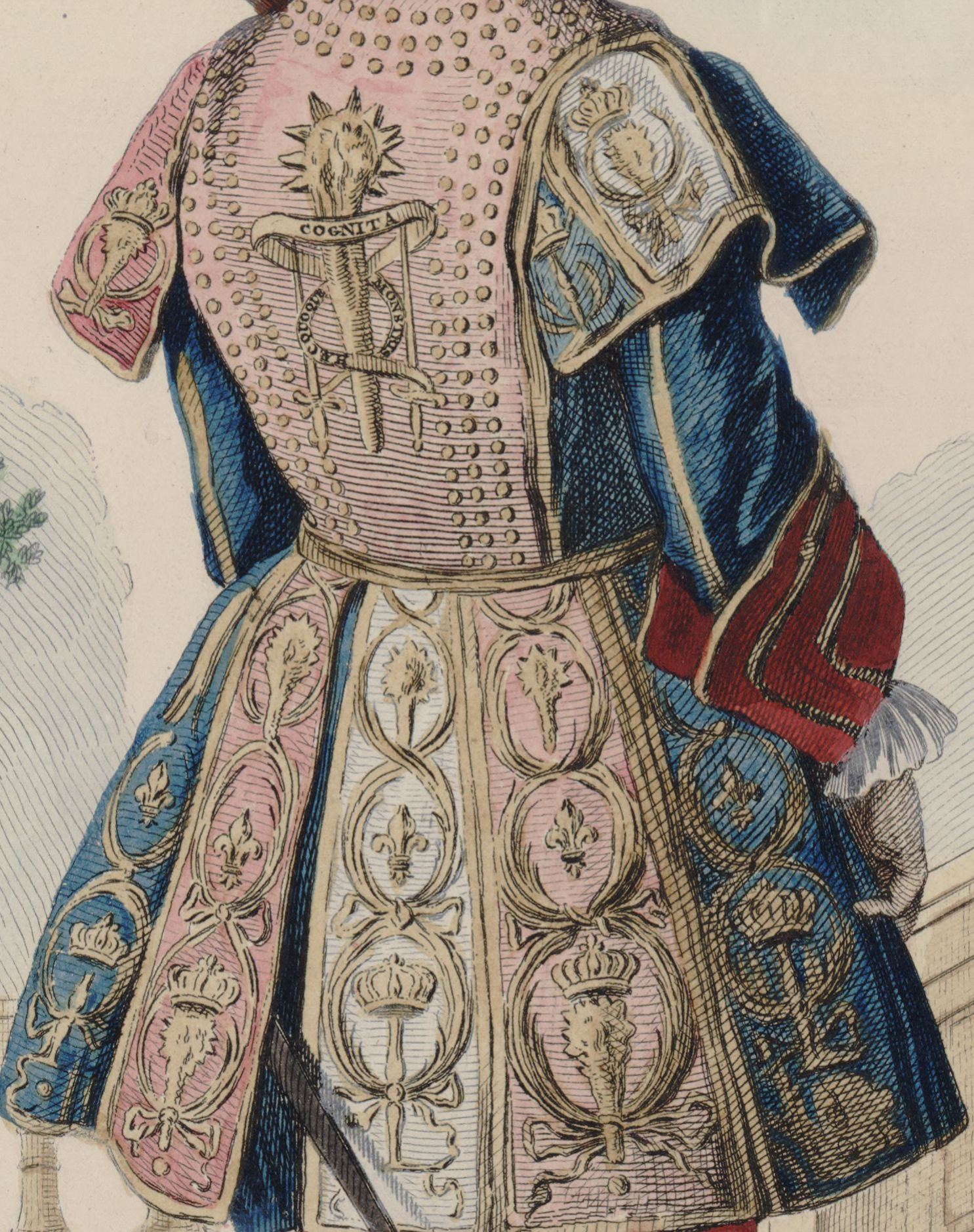
Détail d'un hoqueton porté par un garde de la prévôté de l'Hôtel.